# Jorinde van Klinken
Jorinde van Klinken (Assen, 2 februari 2000) is een Nederlandse atlete, die gespecialiseerd is in kogelstoten en discuswerpen. Ze is sinds 2021 Nederlands recordhoudster bij het discuswerpen en veroverde in datzelfde jaar op dit onderdeel eerst in de Verenigde Staten de NCAA-titel, alvorens, eenmaal terug in Europa, ook tijdens de Europese kampioenschappen voor neo-senioren (U23) in Tallinn de titel voor zich op te eisen. Het was haar tweede titel op Europees niveau, want twee jaar eerder was zij ook op de EK U20 al de sterkste gebleken bij het kogelstoten. Sinds 2023 heeft zij drie NCAA-titels op haar naam staan. Op 11 februari 2023 pakte zij ook het nationaal indoorrecord bij het kogelstoten af van Jessica Schilder. Die veroverde het een jaar later, op 17 februari 2024, prompt weer terug. Zij nam tweemaal deel aan de Olympische Spelen. 

## Carrière
Tijdens de Nederlandse kampioenschappen voor junioren in 2019 won ze goud bij het kogelslingeren, kogelstoten en discuswerpen.
Van Klinken verhuisde eind december 2020 naar de Verenigde Staten om te studeren aan de Arizona State University en te trainen onder Brian Blutreich. Op 20 mei 2021 zette ze in Tucson, AZ met 65,94 m een Nederlands record neer bij het discuswerpen. Twee dagen later scherpte ze haar Nederlands record aan door de discus eerst 67,00 en vervolgens 70,22 ver te werpen. Dit was op dat moment ook de beste jaarprestatie wereldwijd. Het nationale record was sinds 2016 vacant door het schrappen van een record van Ria Stalman. Met deze afstanden plaatste Van Klinken zich voor de Olympische Spelen van Tokio. Daar kwam zij in de kwalificatieronde een kleine 0,40 cm te kort om zich te plaatsen voor de finale.
Op 11 februari 2023 verbeterde ze het Nederlands indoorrecord kogelstoten door in het Amerikaanse Albuquerque met 19,57 meter 9 centimeter verder te stoten dan het record van Jessica Schilder uit 2022.

## Kampioenschappen

### Internationale kampioenschappen
| Onderdeel    | Titel                  | Jaar             |
| ------------ | ---------------------- | ---------------- |
| discuswerpen | NCAA-kampioene         | 2021, 2022, 2023 |
| discuswerpen | Europees kampioene U23 | 2021             |
| kogelstoten  | NCAA-indoorkampioene   | 2019             |
| kogelstoten  | Europees kampioene U20 | 2019             |

### Nederlandse kampioenschappen
Outdoor
| Onderdeel    | Jaar                         |
| ------------ | ---------------------------- |
| discuswerpen | 2020, 2021, 2023, 2024, 2025 |

Indoor
| Onderdeel   | Jaar |
| ----------- | ---- |
| kogelstoten | 2019 |

## Persoonlijke records
Outdoor
| Onderdeel      | Prestatie  | Datum            | Plaats              |
| -------------- | ---------- | ---------------- | ------------------- |
| discuswerpen   | 70,22 (NR) | 22 mei 2021      | Tucson              |
| kogelstoten    | 19,05      | 26 augustus 2023 | Boedapest           |
| kogelslingeren | 58,15      | 29 juni 2021     | Alphen aan den Rijn |

Indoor
| Onderdeel   | Prestatie     | Datum            | Plaats      |
| ----------- | ------------- | ---------------- | ----------- |
| kogelstoten | 19,57 (ex-NR) | 11 februari 2023 | Albuquerque |

## Palmares

### kogelstoten
- 2016:  NK - 16,08 m
- 2017:  NK indoor - 16,25 m
- 2017:  EK U20 te Grosseto - 16,89 m
- 2017:  NK - 16,18 m
- 2018:  NK indoor - 16,43 m
- 2018:  WK U20 te Tampere - 17,05 m
- 2018:  NK - 15,66 m
- 2019:  NK indoor - 16,85 m
- 2019:  EK U20 te Borås - 17,39 m
- 2019:  NK - 16,69 m
- 2020:  NK - 17,72 m
- 2021:  NK - 17,84 m
- 2022:  EK - 18,94 m
- 2023: 6e NCAA-indoorkamp. te Albuquerque - 17,77 m
- 2023:  NCAA-kamp. - 18,48 m
- 2023:  NK - 18,24 m
- 2023: 9e WK - 19,05 m
- 2024:  NK indoor - 18,64 m
- 2024: 16e WK indoor - 16,88 m
- 2024:  EK - 18,67 m
- 2024:  NK - 17,68 m
- 2024: 14e in kwal. OS - 16,35 m
- 2025:  NK indoor - 17,35 m
- 2025: 8e EK indoor - 18,41 m
- 2025: 12e WK indoor - 17,72 m
- 2025: 7e FBK Games - 17,58 m
- 2025:  NK - 18,20 m

Diamond League-resultaten
- 2023: 4e Stockholm Bauhaus Athletics - 18,24 m

### discuswerpen
- 2016:  NK - 51,55 m
- 2018:  NK - 57,10 m
- 2018: 7e WK U20 - 50,61 m
- 2019:  NK - 55,34 m
- 2020:  NK - 56,54 m
- 2021:  NCAA-kamp. - 65,01 m
- 2021:  NK - 64,28 m
- 2021:  EK U23 te Tallinn - 63,02 m
- 2021: 4e in kwal. OS - 61,15 m
- 2022:  Mount SAC Relays in Walnut - 63,38 m
- 2022:  NCAA-kamp. - 62,16 m
- 2022: 4e WK - 64,97 m
- 2022: 4e EK - 64,43 m
- 2023:  Mount SAC Relays - 64,45 m
- 2023:  NCAA-kamp. - 65,55 m
- 2023:  NK - 64,62 m
- 2023: 4e WK - 67,20 m
- 2024:  EK - 65,99 m
- 2024:  NK - 64,17 m
- 2024: 7e OS - 63,35 m (in kwal. 64,81 m)
- 2025:  EK landenteams First League in Madrid - 64,61 m
- 2025:  NK - 64,86 m

Diamond League-resultaten
- 2023: 6e Golden Gala - 62,13 m
- 2023:  Bislett Games - 66,77 m
- 2023:  Stockholm Bauhaus Athletics - 62,96 m
- 2023: 4e Prefontaine Classic - 66,03 m
- 2024:  Prefontaine Classic - 64,88 m
- 2024:  Meeting de Paris - 67,23 m
- 2024: 5e Memorial Van Damme - 64,38 m
- 2025: 4e Diamond League Xiamen - 64,79 m
- 2025:  Yangtze River Delta Athletics Diamond Gala - 66,22 m
- 2025:  Golden Gala - 65,77 m
- 2025:  Stockholm Bauhaus Athletics - 64,33 m
- 2025:  Meeting de Paris - 66,42 m
- 2025: 4e Prefontaine Classic - 66,19 m

### kogelslingeren
- 2018:  NK - 56,98 m